# Nieva (Segovia)
Nieva es un municipio y localidad española de la provincia de Segovia, en la comunidad autónoma de Castilla y León, a 32 km al noroeste de la capital de la provincia, en el territorio de la Campiña Segoviana donde comienza el mar de pinares. Tiene una superficie de 33,81 km² que en su mayoría son tierras de cultivo y pinares. 
Está situada en el Camino de Santiago de Madrid, y conserva un interesante templo parroquial, la iglesia de San Esteban, que combina el románico y el mudéjar. Además posee la ermita de Nuestra Señora del Pozo Viejo.

## Geografía
| Noroeste: Nava de la Asunción                     | Norte: Nava de la Asunción        | Noreste: Domingo García               |
| Oeste: Aldeanueva del Codonal, Juarros de Voltoya |                                   | Este: Ortigosa de Pestaño             |
| Suroeste: Melque de Cercos                        | Sur: Santa María la Real de Nieva | Sureste: Santa María la Real de Nieva |

## Historia
La fundación de Nieva, en su localización actual, se produjo en algún momento entre el año 1088, cuando se inicia la repoblación de Segovia, y el año 1247, cuando el pueblo aparece por vez primera en un documento.
En el año 1402, los monjes jerónimos del monasterio de Santa María del Parral, de Segovia, comenzaron a realizar adquisiciones de tierras en Nieva. En el propio municipio fundarían una casa-granja, enfocada a la explotación agrícola.

## Demografía
Cuenta con una población de 256 habitantes (INE 2024).
| Gráfica de evolución demográfica de Nieva entre 1842 y 2021                                                           |
| |
| Población de derecho según los censos de población del INE. Población de hecho según los censos de población del INE. |

## Administración y política
Lista de alcaldes
| Periodo   | Nombre | Partido   |
| --------- | --- | --------- |
| 1979-1983 | Manuel Sanz Sanz | UCD       |
| 1983-1987 | Manuel Sanz Sanz | AP-PDP-UL |
| 1987-1991 | José Ramón Esteban Nicolás                                                                                            | PDP       |
| 1991-1995 | Manuel Sanz Sanz | PP        |
| 1995-1999 | Manuel Sanz Sanz | PP        |
| 1999-2003 | Andrés Rubio García                                                                                                   | PSOE      |
| 2003-2007 | Miguel Ángel Antona Herranz                                                                                           | PP        |
| 2007-2011 | María Luisa Gorgojo Bartolomé                                                                                         | PP        |
| 2011-2015 | María Luisa Gorgojo Bartolomé                                                                                         | PP        |
| 2015-2019 | María Luisa Gorgojo Bartolomé                                                                                         | PP        |
| 2019-2023 | María Luisa Gorgojo Bartolomé                                                                                         | PP        |
| 2023-act. | Jonatan Rubio Martín (-05/05/2025†) Félix Adanero Jorge (05/05/2025-10/05/2025) José Emilio Maroto Conde (10/05/2025) | PSOE      |

## Patrimonio
Arquitectura religiosa
- Iglesia de San Esteban.

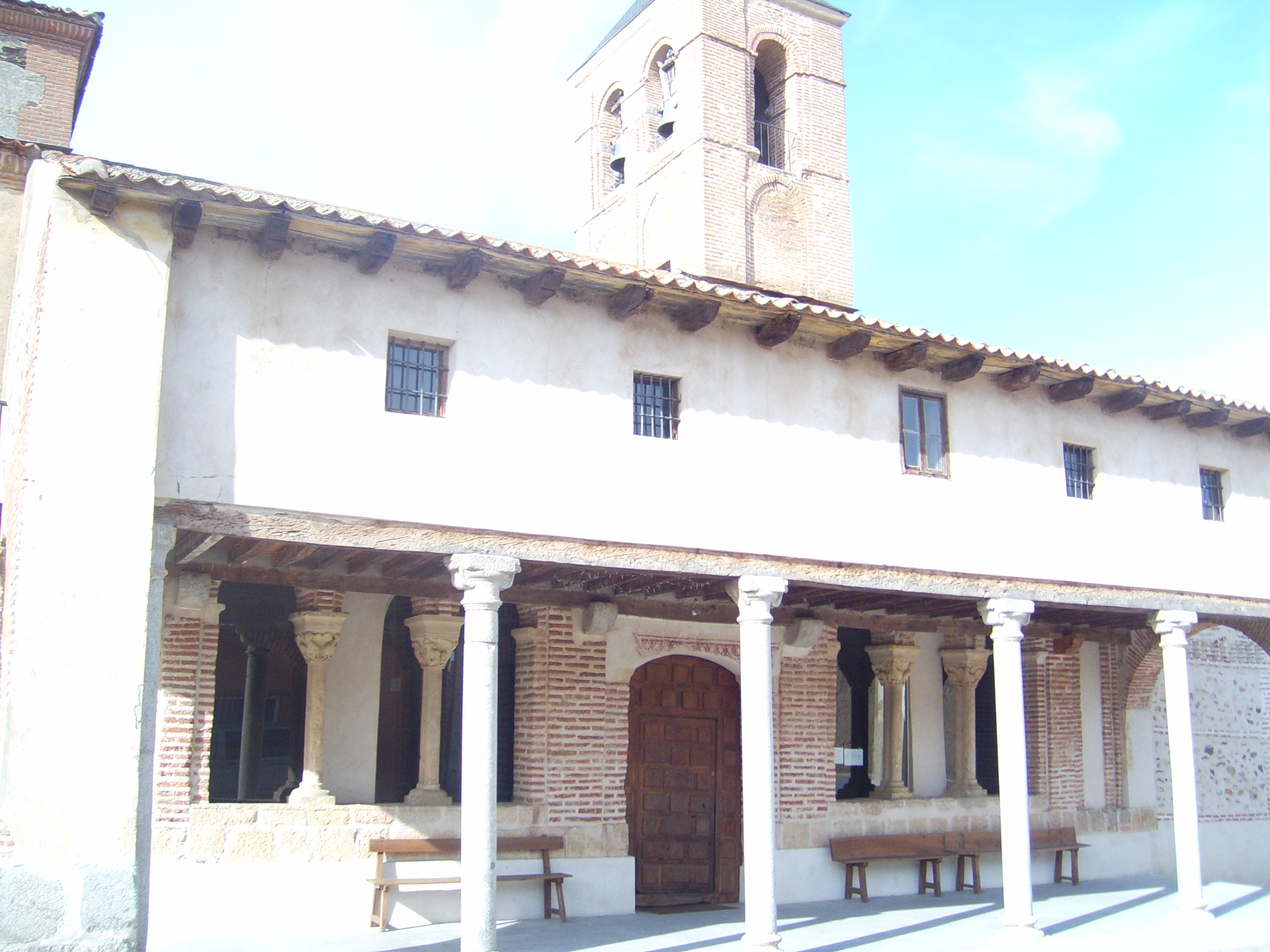
Vista de la iglesia de San Esteban

- Ermita de la Virgen del Pozo Viejo.

Bodegas
En una localidad que está en el límite de la denominación de origen Rueda, en la que lo más cultivado es el cereal y la uva por lo que no es de extrañar que haya varias bodegas que elaboran vinos de renombre a nivel nacional.
Pino Morgas
Pino piñonero segoviano con una edad superior a los 350 años, incluido en el Catálogo de Especies de Singular Relevancia de la Junta de Castilla y León. Posee un perímetro de casi 6 metros en su tronco y una altura de 24 metros. Su copa goza de una envergadura de 25x25 metros, siendo visible por encima de las copas de los árboles desde varios kilómetros de distancia.
Camino de Santiago
Se encuentra en el itinerario del Camino de Santiago de Madrid, ruta que parte desde la capital española en dirección noroeste hasta llegar a Sahagún, donde se une con el tradicional Camino Francés.

## Festividades
- Santa Águeda.
- Romería en honor a San Marcos - 25 de abril.
- Fiesta de las Flores de Mayo, romería en honor a la Virgen del Pozo Viejo - primer sábado después de San Isidro.
- Fiestas patronales en honor a San Esteban protomartir - 26 y 27 de diciembre.
- Las fiestas de verano (fiesta no religiosa) se realizan el primer o segundo domingo de agosto.